# 本庄東 (大阪市)
本庄東（ほんじょうひがし）は、大阪府大阪市北区にある町名。現行行政地名は本庄東一丁目から本庄東三丁目。

## 地理
大阪市北区の北部に位置。西は本庄西、東は天神橋筋を挟んで天神橋7丁目・8丁目、南は浮田、北は淀川を挟んで東淀川区柴島に接する。
地内は南北に細長く、中央部には城北公園通が東西に走る。

### 河川
- 淀川

## 歴史
もとは西成郡川崎村、本庄村の各一部。

### 沿革
- 1889年（明治22年）4月1日 町村制施行により、川崎村（単独施行）、豊崎村大字本庄となる。
- 1897年（明治30年）4月1日 川崎村の北部が豊崎村へ編入され、豊崎村大字川崎となる。
- 1912年（明治45年）1月1日 町制施行により、豊崎町大字川崎・本庄となる。
- 1925年（大正14年）4月1日 大阪市第二次市域拡張により、東淀川区川崎町・本庄町となる。
- 1927年（昭和2年） 本庄川崎町・本庄東通に改称。
- 1943年（昭和18年）4月1日 新設の大淀区へ転属。
- 1977年（昭和52年） 本庄東の現行行政地名に改称。
- 1989年（平成元年）2月13日 大淀区と北区（旧）の合区により、北区へ転属。

## 世帯数と人口
2019年（平成31年）3月31日現在の世帯数と人口は以下の通りである。
| 丁目         | 世帯数    | 人口    |
| ------------ | --------- | ------- |
| 本庄東一丁目 | 1,269世帯 | 1,999人 |
| 本庄東二丁目 | 2,005世帯 | 3,064人 |
| 本庄東三丁目 | 1,397世帯 | 2,213人 |
| 計           | 4,671世帯 | 7,276人 |

### 人口の変遷
国勢調査による人口の推移。
| 1995年（平成7年）  | 6,451人 | [ 5 ] |  |
| 2000年（平成12年） | 6,556人 | [ 6 ] |  |
| 2005年（平成17年） | 7,067人 | [ 7 ] |  |
| 2010年（平成22年） | 7,102人 | [ 8 ] |  |
| 2015年（平成27年） | 7,736人 | [ 9 ] |  |

### 世帯数の変遷
国勢調査による世帯数の推移。
| 1995年（平成7年）  | 3,066世帯 | [ 5 ] |  |
| 2000年（平成12年） | 3,374世帯 | [ 6 ] |  |
| 2005年（平成17年） | 3,992世帯 | [ 7 ] |  |
| 2010年（平成22年） | 4,227世帯 | [ 8 ] |  |
| 2015年（平成27年） | 4,711世帯 | [ 9 ] |  |

## 学区
市立小・中学校に通う場合、学区は以下の通りとなる。北区内の全ての市立中学校と、大阪市内の小中一貫校が対象で学校選択が可能（抽選を実施）。
| 丁目         | 番   | 小学校                 | 中学校             |
| ------------ | ---- | ---------------------- | ------------------ |
| 本庄東一丁目 | 全域 | 大阪市立豊崎本庄小学校 | 大阪市立豊崎中学校 |
| 本庄東二丁目 | 全域 | 大阪市立豊崎本庄小学校 | 大阪市立豊崎中学校 |
| 本庄東三丁目 | 全域 | 大阪市立豊崎本庄小学校 | 大阪市立豊崎中学校 |

## 事業所
2016年（平成28年）現在の経済センサス調査による事業所数と従業員数は以下の通りである。
| 丁目         | 事業所数  | 従業員数 |
| ------------ | --------- | -------- |
| 本庄東一丁目 | 141事業所 | 1,209人  |
| 本庄東二丁目 | 172事業所 | 2,841人  |
| 本庄東三丁目 | 52事業所  | 756人    |
| 計           | 365事業所 | 4,806人  |

## 施設

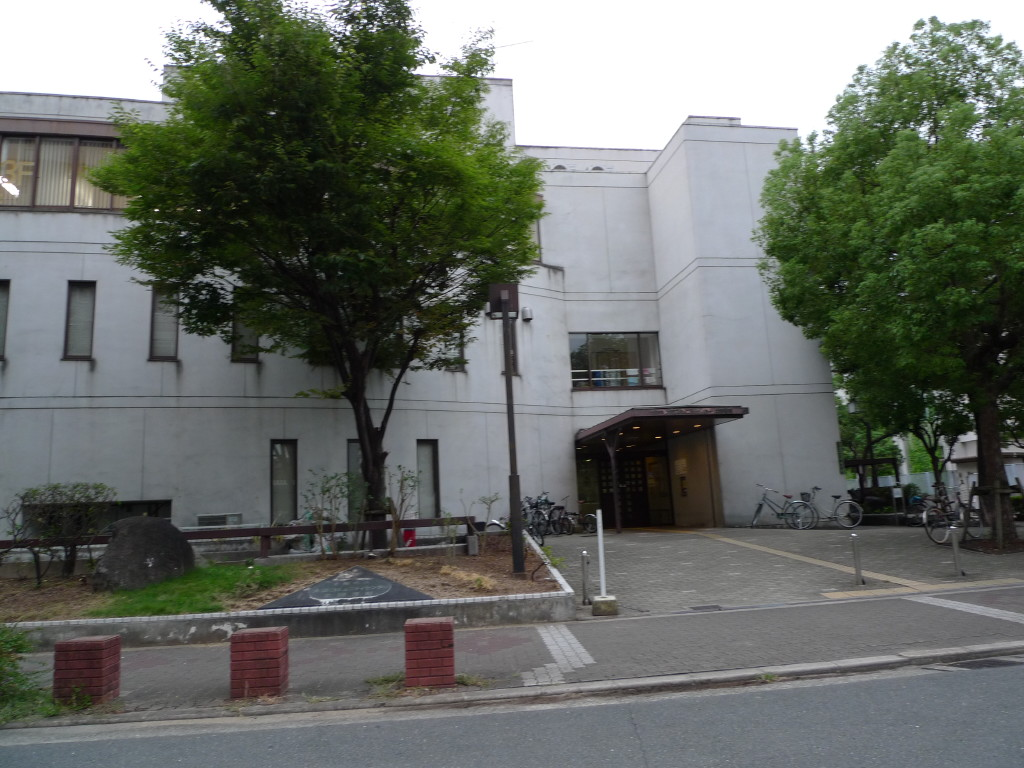
大阪市立北図書館

### 公共施設
- 大阪市立北図書館

### 教育機関
- 大阪市立豊崎中学校
- 行岡医学技術専門学校
- 大阪総合福祉専門学校

### 社寺・史跡
- 安楽寺
- 長柄橋

### 企業
- きんでん
- 関電プラント
- ニュージェック
- イモト
- マグネット

### 商業
- ライフ本庄店

## 交通

### 鉄道
- Osaka Metro 堺筋線・谷町線、阪急電鉄 千里線「天神橋筋六丁目駅」

### 道路
主要地方道
- 大阪府道・京都府道14号大阪高槻京都線（天神橋筋）
- 大阪市道中津太子橋線（城北公園通）

## その他

### 日本郵便
- 〒531-0074[3]（集配局：大阪北郵便局[12]）